# Ég veled, barátom!
Az Ég veled, barátom! (eredeti cím: Adieu l’ami) 1968-ban nagy sikerrel bemutatott francia-olasz bűnügyi film. A filmet Jean Herman rendezte Sébastien Japrisot forgatókönyve alapján, a zenei aláfestésért François de Roubaix felelt. A történet két férfiről szól, akik egy széfterembe próbálnak betörni, őket Alain Delon és Charles Bronson játssza, de szerepel a filmben többek közt Olga Georges-Picot is. A producer nem kisebb személyiség volt, mint Serge Silberman, aki többek között Luis Buñuel és később Kuroszava Akira producere is volt. Ez volt az az időszak, amikor Bronsont világsztárként kezdték jegyezni Európában is.
A filmet Franciaországban 1968. augusztus 14-én, Olaszországban pedig 1968. szeptember 5-én mutatták be a mozikban. Magyarországon az MTV2-n került leadásra 1993. június 16-án.

## Cselekménye
A történetben két férfi, Dino Barran és Franz Propp szándékosan be akarja záratni magát egy széfbe. Egyiküknek az a feladata, hogy pótolja a hiányzó készleteket, másikuk pedig azt hisz, hogy betörnek oda. Amikor azonban a széfhez jutnak, az már üres, az őrét pedig megölték. Ezután elmenekülnek és megfogadják, hogy soha többé verik át egymást, miközben őket üldözi a rendőrség.

## Szereplők
| Szerep                          | Színész             | Magyar hang      |
| ------------------------------- | ------------------- | ---------------- |
| Dino Barran                     | Alain Delon         | Rátóti Zoltán    |
| Franz Propp                     | Charles Bronson     | Koncz Gábor      |
| Isabelle Moreau                 | Olga Georges-Picot  | Prókai Annamária |
| Dominique ’Waterloo’ Austerlitz | Brigitte Fossey     | Hámori Eszter    |
| Antoine Méloutis felügyelő      | Bernard Fresson     | Papp János       |
| Catherine                       | Marianna Falk       | Csere Ágnes      |
| Martha                          | Ellen Bahl          | N/A              |
| Rendőrfelügyelő                 | Jean-Claude Ballard | N/A              |
| Muratti felügyelő               | Michel Barcet       | N/A              |
| Férfi Neuilly-ben               | Stéphane Bouy       | N/A              |
| Fiatal nőbeteg                  | Béatrice Costantini | Zsigmond Tamara  |
| Férfi Neuilly-ben               | Guy Delorme         | N/A              |
| Személyzeti vezető              | André Dumas         | Izsóf Vilmos     |
| A nagy ember                    | Steve Eckardt       | N/A              |
| Gorik felügyelő                 | Raoul Guylad        | Uri István       |
| Gilberte                        | Lisette Lebon       | Simon Mari       |
| Járókelő a Saint-Lazare-nál     | Sylvain Lévignac    | N/A              |
| Ejtőernyős 1.                   | Jacques Marbeuf     | N/A              |
| Ejtőernyős 2.                   | Claude Salez        | N/A              |
| Rendőrfelügyelő                 | Gilbert Servien     | N/A              |
| Nővér                           | Catherine Sola      | N/A              |
| Rendőrfelügyelő                 | Jean-Paul Tribout   | N/A              |